# Rodrigo Tosi
Rodrigo Antonio Lombardo Tosi, oder einfach Rodrigo Tosi (* 6. Januar 1983 in Curitiba) ist ein brasilianisch-italienischer ehemaliger Fußballspieler.

## Karriere
Rodrigo Tosi stand bis Mitte 2001 beim brasilianischen Verein Paraná Clube aus Curitiba unter Vertrag. Im Juli wechselte er zu Clube Malutrom. Anfang 2006 verließ er Brasilien und ging nach Singapur. Hier spielte er für DPMM FC. Der Verein aus Brunei spielte in Singapur in der ersten Liga, der S. League. Nach einem Jahr kehrte er Anfang 2007 für ein halbes Jahr in seine Heimat Brasilien zurück. Hier schloss er sich bis Mitte 2007 dem Joinville EC an. Im Juli 2007 ging er nach Europa. In Griechenland unterschrieb er einen Vertrag bei Iraklis Thessaloniki in Thessaloniki. Anfang 2008 verließ er Griechenland und ging in die Schweiz, wo er sich bis Mitte 2008 dem FC Olten anschloss. Im Juli 2008 unterzeichnete er einen Vertrag bei Neuchâtel Xamax. Die Saison 2009/2010 wurde er an den FC Lausanne-Sport ausgeliehen. Der Verein aus Lausanne spielte in der zweiten Liga, der Challenge League. Ende der Saison feierte er mit dem Klub die Meisterschaft und den Aufstieg in die erste Liga. Mitte 2011 zog es ihn in den Iran, wo er einen Vertrag bei Tractor Sazi Täbris in Täbris unterschrieb. Die Saison beendete er als Vizemeister. 2012 nahm ihn der Ligakonkurrent Esteghlal Teheran aus Teheran unter Vertrag. Nach der Saison ging er Mitte 2013 wieder nach Singapur, wo er sich seinem ehemaligen Verein DPMM FC anschloss. 2014 wurde er mit DPMM Vizemeister. Mit 24 Toren wurde er Torschützenkönig der S. League. Im Finale des Singapore League Cup stand er 2013 und 2014. 2014 gewann er den Cup. Im Endspiel besiegte man Tanjong Pagar United mit 2:0. Das Finale 2013 verlor man mit 4:0 gegen Balestier Khalsa. Anfang 2015 kehrte er wieder nach Brasilien zurück. Hier spielte er vier Monate für seinen Jugendverein Paraná Clube. Im April zog es ihn wieder nach Singapur. Hier nahm ihn der Erstligist Tampines Rovers unter Vertrag. Ende 2015 feierte er mit den Rovers die Vizemeisterschaft. Im September 2016 unterschrieb er einen Vertrag beim indonesischen Verein Persija Jakarta in Jakarta. Nach einem kurzen Gastspiel von vier Monaten ging er im Januar 2017 wieder nach Europa um sich dem irischen Verein Limerick FC anzuschließen. Mit dem Verein aus Limerick spielte er in der League of Ireland. Nach einem Jahr ging er wieder in die Schweiz, wo ihn der FC Wangen bei Olten bis Juli unter Vertrag nahm. Von Juli 2018 bis Dezember 2019 war er vertrags- und vereinslos. Ende 2019 wurde er vom Indera SC aus Brunei unter Vertrag genommen. Der Verein spielt in der ersten Liga, der Brunei Super League. Nach diesem Engagement beendete er seine Karriere.

## Erfolge
FC Lausanne-Sport
- Challenge League: 2010/11  ▲

Tractor Sazi Täbris
- Persian Gulf Pro League: 2011/12 (Vizemeister)

Brunei DPMM FC
- S. League: 2014 (Vizemeister)
- Singapore League Cup

2014 (Sieger)
2013 (Finalist)
Tampines Rovers
- S. League: 2015 (Vizemeister)

## Auszeichnungen
S. League
- Torschützenkönig 2014: 24 Tore (DPMM FC)